# Solca Wielka

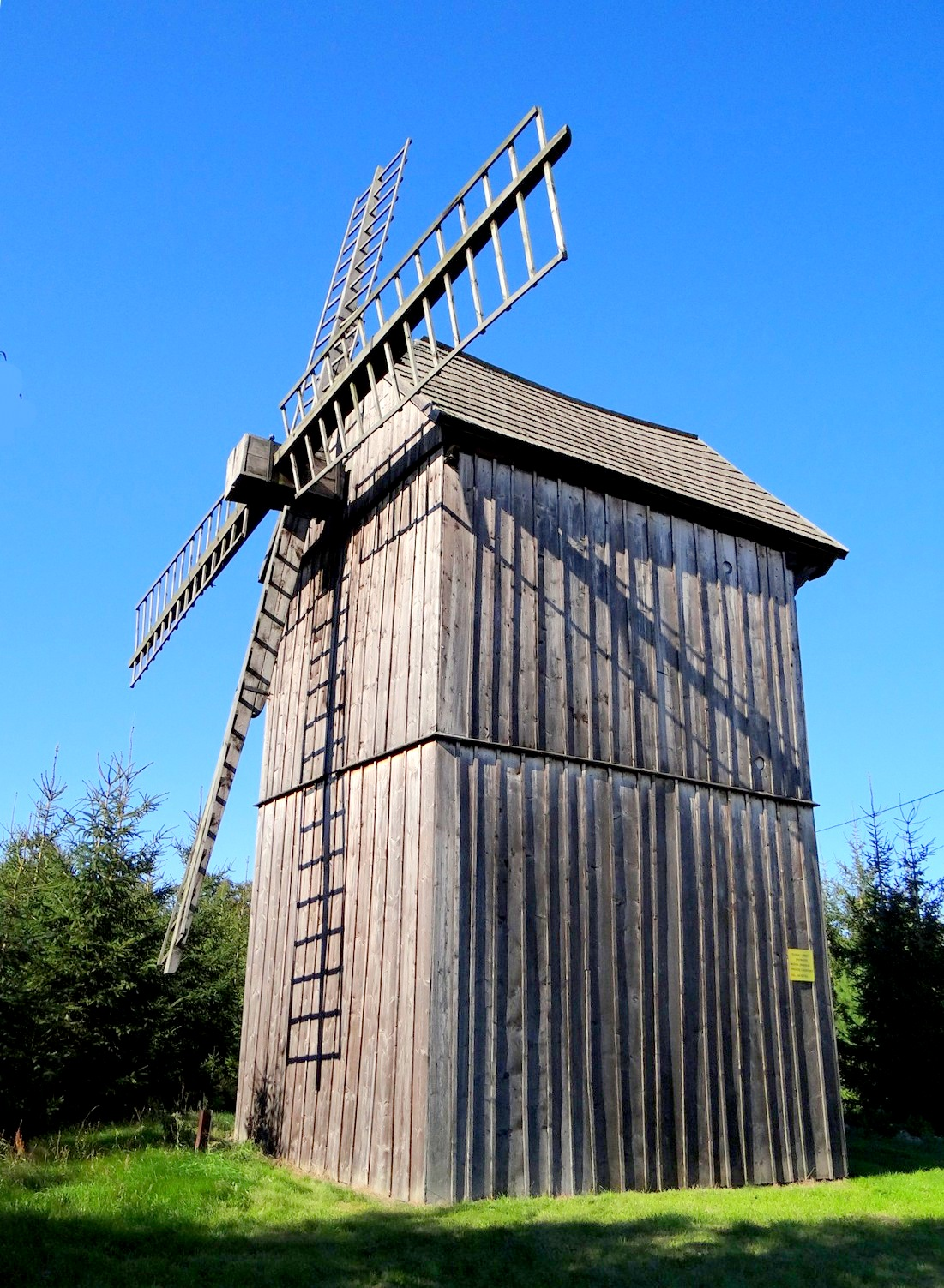
Zabytkowy wiatrak koźlak

Solca Wielka – wieś w centralnej Polsce położona w województwie łódzkim, w powiecie zgierskim, w gminie Ozorków. W latach 1975–1998 miejscowość administracyjnie należała do ówczesnego województwa łódzkiego.
Wieś wzmiankowana w XII wieku jako własność arcybiskupów gnieźnieńskich. W 1799 włączona do majoratu wsi Tkaczew. Zabytkowy wiatrak koźlak pochodzi z połowy XVIII wieku, od 1949 jest nieczynny, w 1957 został wpisany na listę zabytków. Kościół pw. św. Wawrzyńca pochodzi z początków XX wieku.
Badania geologiczne podłoża wykazały obecność soli kamiennej. Nazwa wsi pochodzi najprawdopodobniej od warzelni soli. W Solcy Wielkiej stwierdzono występowanie roślinności słonolubnej. 
Na cmentarzu we wsi mogiły poległych żołnierzy podczas bitwy nad Bzurą we wrześniu 1939 roku.
W Solcy Wielkiej: remiza strażacka, bar „Nad Solanką”, sklep, zespół szkół.
Zobacz też: Solca, Solca Mała